# Borja Oubiña
Borja Oubiña Meléndez (ur. 17 maja 1982 roku w Vigo) – hiszpański piłkarz występujący na pozycji defensywnego pomocnika.

## Kariera klubowa
Borja Oubiña Meléndez zawodową karierę rozpoczynał w Celcie Vigo w drugiej części sezonu 2003/2004. „Celtiñas” w tabeli Primera División zajęli dopiero dziewiętnastą pozycję i spadli do drugiej ligi. W Segunda División Oubiña był podstawowym zawodnikiem swojego zespołu. Celta zajęła w tabeli drugie miejsce i udało jej się powrócić do najwyższej klasy rozgrywek w kraju. W sezonie 2005/2006 uplasowała się na szóstej pozycji i wywalczyła awans do Pucharu UEFA. W rozgrywkach 2006/2007 Celta Vigo ponownie spadła jednak do drugiej ligi. Oubiña był bliski przejścia do SL Benfiki, jednak do transferu ostatecznie nie doszło.
31 sierpnia 2007 roku Hiszpan został za to wypożyczony do Birmingham City. W nowym klubie Oubiña zadebiutował 15 września w wygranym 1:0 meczu przeciwko Boltonowi Wanderers. W kolejnym spotkaniu, w którym przeciwnikiem Birmingham był Liverpool, hiszpański piłkarz po zderzeniu z Dirkiem Kuijtem doznał poważnej kontuzji więzadła krzyżowego przedniego. Według wstępnych diagnoz uraz ten miał go wykluczyć z gry na około 6 miesięcy.
9 lutego 2008 roku za obopólną zgodą Oubiña powrócił do Celty Vigo. Pierwszy oficjalny mecz po wyleczeniu kontuzji rozegrał 6 grudnia 2008 roku przeciwko UD Las Palmas, kiedy to w końcówce spotkania zmienił Roberto Trashorrasa. W sezonie 2008/2009 rozegrał łącznie 15 ligowych meczów. We wrześniu 2009 roku Oubiñie powróciły problemy z kolanem. W październiku przeszedł zabieg artroskopii kolana, po którym okazało się, że jego więzadła w lewym kolanie są całkowicie zniszczone. Następnie piłkarz został poddany kilku innym operacjom i jego powrót do gry oczekiwany jest na sezon 2010/2011.

## Kariera reprezentacyjna
W reprezentacji Hiszpanii Oubiña zadebiutował 2 września 2006 roku w wygranym 4:0 pojedynku z Liechtensteinem w ramach eliminacji do Euro 2008, kiedy to w 69. minucie zmienił Davida Albeldę.